# 男のつわり
男のつわり（おとこのつわり、男性のつわり）とは、妻が妊娠すると夫の身体の調子が悪くなることをいう。福島県では「トモクセ」、岩手県沿岸地方では「男のクセヤミ」といい、ひどい人は妊婦と同じく汗をかいて衰弱し、嘔吐をもよおしたりもするが妻の出産が終わると治る。「病んで助けられるのはクセヤミばかり」という民俗語彙もある。岩手県岩手郡では「クセヤマイ」、長野県下伊那地方では「アクソノトモヤミ（悪疽の共病み）」、奈良県高市郡地方では「アイボノツワリ」と呼ぶところがある。未開社会では、妻が妊娠すると男性が産褥（出産用の寝床）につく真似をする風習をともなう地域があり、couvade（擬娩、擬産）と呼称される。
医学的には、男性が妊婦のマタニティ・ブルーと同じような症状、すなわち嗜好の変化、吐き気、めまい、頭痛、食欲不振、体重の変化、感情の変化、睡眠時間の変化などを総称してクーヴァード症候群（couvade syndrome）と呼ぶことがある。